# Семчозеро
Семчозеро — озеро на территории Чёбинского сельского поселения Медвежьегорского района Республики Карелии.

## Общие сведения
Площадь озера — 12,9 км², площадь водосборного бассейна — 118 км². Располагается на высоте 159 метров над уровнем моря.
Котловина ледникового происхождения.
Форма озера лопастная, продолговатая: оно вытянуто с северо-запада на юго-восток. Берега изрезанные, каменисто-песчаные, местами заболоченные.
Через озеро протекает река Поруста, впадающая в озеро Селецкое, откуда берёт начало река Лужма, впадающая в Сегозеро.
Также с юго-востока в Семчозеро впадает небольшая река Мельничья, вытекающая из Орехозера.
В озере не менее полутора десятка безымянных островов различной площади, однако их количество может варьироваться в зависимости от уровня воды.
Рыбы: сиг, ряпушка, щука, плотва, налим, окунь, ёрш.
На северо-восточном берегу озера располагается нежилая деревня Семчезеро. В юго-восточной оконечности — посёлок Большая Сельга и деревни Карзикозеро и Мяндусельга, через которые проходит шоссе 86К-14 («Суоярви — Юстозеро — (через Поросозеро) — Медвежьегорск»).
Код объекта в государственном водном реестре — 02020001111102000007079.

## Панорама

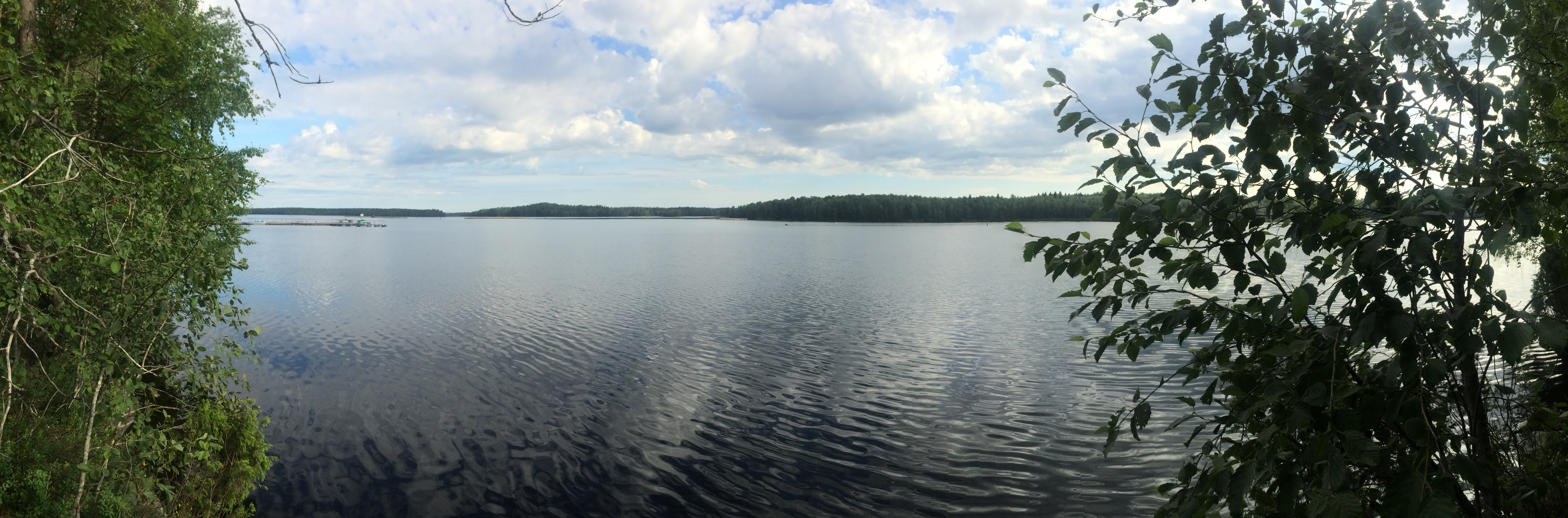
Панорама